# Cernuella
Cernuella ist eine Schneckengattung aus der Familie der Geomitridae in der Ordnung der Landlungenschnecken (Stylommatophora).

## Merkmale
Die Gehäuse sind kugelförmig bis fast flach. Sie messen 6,5 bis 10,5 mm in der Höhe und 12 bis 18 mm in der Breite. Sie haben fünf bis sechseinhalb, mehr oder weniger stark gewölbte Windungen, die regelmäßig zunehmen. Die letzte Windung senkt sich zur Mündung hin nicht oder nur wenig ab. Die Mündung ist rundlich und steht wenig bis mäßig stark schräg zur Windungsachse. Typischerweise ist die Innenseite der Mündung rötlich bis bräunlich gefärbt. Die Mündungsränder sind scharf mit einer Innenlippe am unteren Rand; sie kann auch fehlen. Der Nabel ist offen und eng bis zylinderförmig oder tassenförmig.
Die Schale ist weißlich, gelblich bis bräunlich; die Zeichnung besteht aus dunklen Bändern. Die Embryonalwindungen sind glatt. Die Oberfläche weist schwache bis gröbere Anwachsstreifen auf.
Im zwittrigen Genitalapparat ist das Flagellum im männlichen Trakt an der Eintrittsstelle des Samenleiters in den Epiphallus kurz bis mittellang. Der Epiphallus ist meist sehr lang. Der Penisretraktormuskel setzt am distalen Teil des Epiphallus nahe dem Übergang zum Penis an. Der Penis ist zylinder- bis spindelförmig. Er wird vom rechten Fußganglion innerviert. Es sind zwei Pfeilsäcke vorhanden, ein innerer Pfeilsack und ein äußerer Pfeilsack, in dem sich der einzige Liebespfeil befindet. Beide Pfeilsäcke sind von außen gesehen zu einem zweihöckrigen Pfeilapparat verwachsen. Im Inneren bildet der Pfeilapparat eine konische Struktur, die in die Vagina und das Genitalatrium vorstehen. Der Pfeilapparat sitzt am distalen Ende des Genitalatriums, nach der Einmündung des Penis in das Genitalatrium (i.e. distaler, näher zur Geschlechtsöffnung). Das Atrium ist meist sehr kurz, immer breiter als lang.

## Geographische Verbreitung und Lebensraum
Das Verbreitungsgebiet der Gattung ist Südeuropa, Westeuropa, Mitteleuropa, Balkan bis Griechenland und Nordafrika. Ein Einzelnachweis stammt auch aus Südskandinavien. Die Arten der Gattung bevorzugen warme, sonnige, trockene und offene Standorte, gerne auf kalkhaltigem Untergrund. Bei längerer Trockenheit verstecken sie sich unter Steinen oder halten eine Trockenruhe und verschließen ihre Gehäuse mit einem Diaphragma.

## Taxonomie
Das Taxon wurde 1838 von Friedrich Schlüter aufgestellt. Cernuella ist die Typusgattung der Tribus Cernuellini Schileyko, 1991. Die Gattung wird von manchen Autoren in zwei oder drei Untergattungen Cernuella (Cernuella), Cernuella (Xerocincta) und Cernuella (Alteniella) Clerx & Gittenberger, 1977 unterteilt. Alteniella wird auch als selbständige Gattung aufgefasst. Derzeit werden die folgenden Arten zur Gattung Cernuella gestellt:
- Cernuella aginnica (Locard, 1882)
- Cernuella amanda (Rossmässler, 1838)
- Cernuella aradasii (Pirajno, 1842)
- Cernuella caruanae (Kobelt, 1888)
- Ödland-Heideschnecke (Cernuella cisalpina (Rossmässler, 1837))
- Cernuella hydruntina (Kobelt, 1883)
- Cernuella jonica (Mousson, 1854)
- Cernuella lampedusae (Kobelt, 1890)
- Rotmündige Heideschnecke (Cernuella neglecta (Draparnaud, 1805))
- Cernuella rugosa (Lamarck, 1822)
- Cernuella selmaniana Brandt, 1959, Libyen
- Cernuella tineana (Benoit, 1862)
- Mittelmeer-Heideschnecke (Cernuella virgata (Da Costa, 1778))
- Cernuella zilchi Brandt, 1959

## Belege